# ۷۱ (فیلم)
۷۱ (انگلیسی: '71)؛ فیلمی درام، جنایی و اکشن به کارگردانی یان دمانژ است که در سال ۲۰۱۴ منتشر شد. از بازیگران آن می‌توان به جک اوکانل و شان هریس اشاره کرد.
در فوریه ۲۰۱۴، فیلم در بخش مسابقه شصت و چهارمین جشنواره بین‌المللی فیلم برلین به نمایش درآمد.

## خلاصه داستان
یک سرباز جوان و خام بریتانیایی در جریان انجام یک عملیات به طور تصادفی توسط واحد نظامی خود پس از شورش در خیابان‌های مرگبار بلفاست در سال ۱۹۷۱ رها شده و از گروه خود جدا می‌افتد. حال او راه بسیار سختی برای فرار از مهلکه‌ای که در شهر بلفست ایرلند شمالی در آن گرفتار شده دارد.